# Hexafluoro-2-propanol
El Hexafluoro-2-propanol o Hexafluoroisopropanol, comúnmente abreviado como HFIP, es un compuesto orgánico cuya fórmula es (CF3)2CHOH.  Es un alcohol fluorinado con carácter ácido (pKa= 9) soluble en agua, metanol, 2-propanol y hexano, pero no en acetonitrilo. Es empleado como disolvente y como intermediario sintético.

## Producción
El Hexafluoro-2-propanol se sintetiza a partir del hexafluoropropileno que se oxida para dar la hexafluoroacetona. Esta es entonces reducida mediante hidrogenación catalítica para dar el Hexafluoro-2-propanol:

(CF3)2CO  +  H2   →  (CF3)2CHOH

## Usos
El Hexafluoruro-2-propanol se empléa como disolvente, cosolvente y aditivo de catálisis homogéneas. Se emplea en la disolución de péptidos tales como las β-amiloides para su estudio y análisis. También es un producto empleado en la derivatización de muestras para el análisis de metabolitos de la marihuana en la sangre, así como agente de fluoración de derivados de la celulosa. Como ya se ha mencionado arriba tiene un uso extendido como disolvente de proteínas tales como las fibroínas, que debido a su empaquetamiento por fuertes puentes de hidrógeno en estructuras tipo láminas-β, son difícilmente solubles en disolventes orgánicos comunes. Así es el caso de las fibroínas como las de las seda de las arañas cuya solubilización es un requisito para la formación de fibras a escala de laboratorio.

## Seguridad
El Hexafluoro-2-propanol es un líquido volátil y corrosivo. Su inhalación puede provocar quemaduras graves y problemas respiratorios así como deficiencias crónicas. El contacto con el ojo puede causar la pérdida irreversible de la visión. Para su manipulación es necesario llevar guantes de media manga de PVC, mascarilla de gases, protección facial, bata y procurar tener cercano un grifo lavatorio de emergencia. Además de estas indicaciones hay que seguir y estudiar siempre las indicaciones del proveedor. 

## Recursos
- 1,1,1,3,3,3-Hexafluoro-2-propanol. Hoja de seguridad de Sigma-Aldrich

- 1,1,1,3,3,3-Hexafluoro-2-propanol-Hoja de seguridad de Santa Cruz Biotechnologies

- Halocarbon-Fluorochemicals-Hexafluoroisopropanol (HFIP) (inglés)

## Patentes
- Radlick, Phillip C (2 de febrero de 1982). «Methods of synthesizing hexafluoroisopropanol from impure mixtures and synthesis of a fluoromethyl ether therefrom». United States Patent 4,314,087. Consultado el 18 de octubre de 2006.

- Cheminal, Bernard; H. Mathais and M. Thomarat (3 de marzo de 1987). «Process for the synthesis of 2,2,2-trifluoroethanol and 1,1,1,3,3,3-hexafluoroisopropanol». United States Patent 4,647,706. Consultado el 18 de octubre de 2006.

- Datos: Q1123466
- Multimedia: Hexafluoro-2-propanol / Q1123466